# Riu Tern
El riu Tern (històricament també anomenat Tearne) és un riu situat al comtat anglès de Shropshire. El riu neix al nord-est de la ciutat de Market Drayton, al nord del comtat. Es considera que la font del Tern és el llac que hi ha als voltants de Maer Hall, Staffordshire. Des d'allà, flueix uns 48 km, rebent les aigües del riu i el Meese i Roden, fins a unir-se amb el riu Severn, a prop de Attingham Park, Atcham. El riu Tern és el major afluent del Roden.
A Longdon-on-Tern, el Tern és travessat pel primer aqüeducte navegable de ferro colat del món, dissenyat per Thomas Telford per a comunicar el Canal de Shrewsbury. Els 57 metres de llarg d'estructura segueixen en peu avui en dia, malgrat que es troben abandonats enmig del camp.